# Alice Treff
Alice Martha Treff (* 4. Juni 1906 in Schöneberg; † 8. Februar 2003 in Berlin) war eine deutsche Schauspielerin und Synchronsprecherin.

## Leben
Die Tochter des Kammermusikers Paul Treff und dessen Ehefrau Emilie Martha, geb. Berg, wurde in der elterlichen Wohnung in der Feurigstraße 70 in Schöneberg geboren. Sie besuchte zunächst nach dem Lyzeum die Handelsschule und absolvierte anschließend eine Schauspielausbildung an der Max Reinhardt-Schule in Berlin. 1926 debütierte sie am Hessischen Landestheater Darmstadt. Es folgten Theaterengagements in Wiesbaden, Bremen, München, Wien und Hamburg. 1933 kam sie nach Berlin, wo sie ihr erstes Engagement am Preußischen Theater der Jugend im Schiller-Theater erhielt. Große Erfolge hatte sie dabei in Stücken von Edward Albee und Jean Giraudoux.
1932 gab sie in der Produktion Peter Voß, der Millionendieb ihr Spielfilmdebüt. Danach war Alice Treff in über 150 Film- und Fernsehproduktionen zu sehen. Sie spielte neben Heinrich George in Sensationsprozeß Casilla, unter der Regie von Helmut Käutner in In jenen Tagen, neben O. E. Hasse in Canaris, neben Horst Buchholz in der Thomas-Mann-Verfilmung Bekenntnisse des Hochstaplers Felix Krull, in der Edgar-Wallace-Verfilmung Der schwarze Abt, im Historien-Mehrteiler Der Winter, der ein Sommer war nach Sandra Paretti und der Familien-Saga Jauche und Levkojen nach Christine Brückner. Ihren letzten Filmauftritt hatte sie im Jahr 2001 im Alter von 95 Jahren in Joseph Vilsmaiers Leo und Claire. Sowohl im Theater als auch beim Film verkörperte sie die vornehme, gebildete Salondame. Sie stand 1944 in der Gottbegnadeten-Liste des Reichsministeriums für Volksaufklärung und Propaganda.
Daneben war Treff seit 1939 umfangreich in der Synchronisation tätig und lieh ihre Stimme prominenten Schauspielkolleginnen wie Bette Davis (Die Nackte und Wohin die Liebe führt), Ruth Gordon (Rosemaries Baby und Harold und Maude), Jessica Tandy (Die Vögel) und Lotte Lenya (als James-Bond-Gegenspielerin Rosa Klebb in Liebesgrüße aus Moskau).
Alice Treff war von 1930 bis 1936 mit dem Schauspieler Walter Richter verheiratet. Ihr zweiter Ehemann Hans Schomaker, den sie 1937 geheiratet hatte, starb im März 1949 im Internierungslager Sachsenhausen.
Ihr schriftlicher Nachlass befindet sich im Archiv der Akademie der Künste in Berlin.

## Filmografie (Auswahl)
- 1932: Peter Voß, der Millionendieb
- 1932: Melodie der Liebe
- 1933: Des jungen Dessauers große Liebe
- 1935: Hilde Petersen postlagernd
- 1935: Der grüne Domino
- 1936: Das Mädchen Irene
- 1937: Der Unwiderstehliche
- 1938: Die Nacht der Entscheidung
- 1939: Sensationsprozeß Casilla
- 1939: Irrtum des Herzens
- 1940: Frau nach Maß
- 1940: Die gute Sieben
- 1941: Jenny und der Herr im Frack
- 1942: Hochzeit auf Bärenhof
- 1942: Ein Zug fährt ab
- 1943: Zirkus Renz
- 1943/47: Spuk im Schloß
- 1944: In flagranti
- 1945: Wo ist Herr Belling? (unvollendet)
- 1947: In jenen Tagen
- 1948: Straßenbekanntschaft
- 1949: Mädchen hinter Gittern
- 1950: Der Auftrag Höglers
- 1950: Meine Nichte Susanne
- 1951: Das seltsame Leben des Herrn Bruggs
- 1952: Tanzende Sterne
- 1952: Das kann jedem passieren
- 1953: Blume von Hawaii
- 1954: Die Gefangene des Maharadscha
- 1954: Canaris
- 1954: Der schweigende Engel
- 1954: Der treue Husar
- 1955: Kinder, Mütter und ein General
- 1955: Schwedenmädel (Sommerflickan)
- 1955: Ingrid – Die Geschichte eines Fotomodells
- 1955: Roman einer Siebzehnjährigen
- 1956: Der Fremdenführer von Lissabon
- 1956: Was die Schwalbe sang
- 1956: Anastasia, die letzte Zarentochter
- 1956: Das Donkosakenlied
- 1957: Bekenntnisse des Hochstaplers Felix Krull
- 1957: Von allen geliebt
- 1957: Die unentschuldigte Stunde
- 1957: Das Mädchen ohne Pyjama
- 1958: Liebe kann wie Gift sein
- 1958: Zeit zu leben und Zeit zu sterben (A Time to Love and a Time to Die)
- 1958: Der Czardas-König
- 1958: Skandal um Dodo
- 1958: Das Mädchen vom Moorhof
- 1959: Verbrechen nach Schulschluß
- 1960: Die Frau am dunklen Fenster
- 1960: Ich schwöre und gelobe
- 1960: Scheidungsgrund: Liebe
- 1961: Blond muß man sein auf Capri
- 1962: Sie schreiben mit – Zwischenfall im D-Zug (Fernsehserie)
- 1963: Der schwarze Abt
- 1963: Es war mir ein Vergnügen
- 1964: Das siebente Opfer
- 1964: Erzähl mir nichts
- 1964: Holiday in St. Tropez
- 1964: Verdammt zur Sünde
- 1964: Stunden der Angst
- 1966: Zeugin aus der Hölle
- 1966: Förster Horn (Fernsehserie, 13 Folgen)
- 1969: Der Kommissar – Die Tote im Dornbusch (Fernsehserie, S1/E4)
- 1970: Die Feuerzangenbowle
- 1971: Der Kommissar – Ende eines Tanzvergnügens (S3/E3)
- 1974: Der Kommissar – Spur von kleinen Füßen (S6/E4)
- 1976: Der Winter, der ein Sommer war
- 1978–1988: Derrick (Fernsehserie, fünf Folgen)
- 1978: Rheingold
- 1979: Jauche und Levkojen
- 1980: Der Eisvogel
- 1981: Der Fall Maurizius
- 1982: Doktor Faustus
- 1982: Die Krimistunde (Fernsehserie, Folge 3, Episode: „Geheimnis aus der Truhe“)
- 1984: Geschichten aus der Heimat (Fernsehserie) Folge: Bescheidenheit ist eine Zier
- 1984: Leute wie du und ich (1 Episode als Frau Wolf)
- 1985: Die Krimistunde (Fernsehserie, Folge 17, Episode: „Genau die richtige Art von Haus“)
- 1987: Weiberwirtschaft
- 1988: Die Spinnen
- 1988: Geheime Reichssache
- 1991: Haus am See
- 1992: Liebe auf Bewährung (Fernsehserie)
- 1993: Peter Strohm – Der Schulfreund (Fernsehserie, S2/E4)
- 1995: Alarm für Cobra 11 – Die Autobahnpolizei – Endstation für alle (Fernsehserie, S1/E9)
- 1996: Ein Fall für zwei – Tödliches Erbe (Fernsehserie, S16/E10)
- 2000: Ritas Welt – Die Bilanz des Schreckens (Fernsehserie, S2/E8)
- 2001: Leo und Claire

## Theater
- 1926: Friedrich Hebbel: Die Nibelungen (Kriemhild) – Regie: Erich Pabst (Bergtheater Thale)
- 1933: Günter Eich: Die Glücksritter – Regie: Fritz Peter Buch (Preußisches Theater der Jugend Berlin)
- 1936: Otto Schwarz/Georg Lengbach: Der blaue Heinrich (Olympia) – Regie: Max Krüger (Theater am Schiffbauerdamm)
- 1938: Sophus Michaëlis: Revolutionshochzeit (Alaine de L’Estoile) – Regie: Fritz Eckert (Komödienhaus Berlin)
- 1946: Jean Anouilh: Der Reisende ohne Gepäck (Herzogin Dupont-Dufort) – Regie: Hans-Robert Bortfeldt (Deutsches Theater Berlin – Kammerspiele)
- 1947: Carl Sternheim: Die Hose (Gertrud Deuter) – Regie: Willi Schmidt (Deutsches Theater Berlin – Kammerspiele)
- 1947: Rose Franken: Claudia (Julia Naugthon) – Regie: Arthur Maria Rabenalt (Deutsches Theater Berlin – Kammerspiele)
- 1948: Ludwig Thoma: Moral (Madame Hauteville-Hochstetter) – Regie: Peter Bejach (Volksbühne Berlin in der Kastanienallee)
- 1948: Carlo Goldoni: Der Diener zweier Herren (Beatrice Frederico) – Regie: Hans Stüwe (Bühne der Jugend im Titania-Palast Berlin)
- 1949: Molière: Der eingebildete Kranke (Ehefrau) – Regie: Rudolf Hammacher (Bühne der Jugend im Titania-Palast Berlin)
- 1949: William Shakespeare: Hamlet (Gertrude, Hamlets Mutter) – Regie: Rudolf Hammacher (Freie Volksbühne Berlin im Theater am Kurfürstendamm)
- 1950: Jean Giraudoux: Amphitryon 38 (Leda) – Regie: Ernst Karchow (Theater am Kurfürstendamm)
- 1950: Walter Firner/Irma Firner: Das Kuckucksei – Regie: Georg Hurdalek (Komödie Berlin)
- 1951: Wilhelm Jacoby/Carl Laufs: Pension Schöller – Regie: Kurt Raeck (Renaissance-Theater Berlin)
- 1951: Sacha Guitry: Nicht zuhören, meine Damen – Regie: Kurt Raeck (Renaissance-Theater Berlin)
- 1952: John Patrick: Eine etwas sonderbare Dame (Mutter) – Regie: Ida Ehre (Komödie Berlin)
- 1952: Alexander Zinn: Die gute Sieben (Katharina) – Regie: Peter Hamel (Deutsches Schauspielhaus Hamburg)
- 1953: André Roussin: Eine unmögliche Frau (Nina) – Regie: Erik Ode (Komödie Berlin)
- 1953: George Bernard Shaw: Candida (Proserpina) – Regie: Willi Schmidt (Renaissance-Theater Berlin)
- 1954: Ladislaus Bus-Fekete/ Marie Bus-Fekete: Der Seitänzer (Josephine) – Regie: Carl-Ludwig Achaz (Komödie Berlin)
- 1954: Frederick Knott: Bei Anruf Mord (Dina Wendice) – Regie: Rolf Kutschera (Komödie Berlin)
- 1955: John Van Druten: Meine beste Freundin – Regie: Erik Ode (Komödie Berlin)
- 1956: Basil Thomas: Der Bastseller (Joan) – Regie: Gerhard Metzner (Kleine Komödie am Max II, München)
- 1956: Marc-Gilbert Sauvajon: Dreizehn bei Tisch – Regie: Hela Gerber (Hebbel-Theater Berlin)
- 1957: Terence Rattigan: An Einzeltischen – Regie: Leonard Steckel (Renaissance-Theater Berlin)
- 1958: George Bernard Shaw: Der Kaiser von Amerika (Handelsministerin Lysistrata) – Regie: Willi Schmidt (Renaissance-Theater Berlin)
- 1960: Robert Thomas: Die Falle (Krankenschwester) – Regie: Erik Ode (Komödie Berlin)
- 1961: W. Somerset Maugham: Der Goldesel – Regie: Peter Goldbaum (Berliner Theater)
- 1961: Eugene Lovett: Mrs. Sonnenschein (Peggys Mutter) – Regie: Ilo von Jankó (Tribüne Berlin)
- 1962: Beatrice Ferolli: Wunschträume (Mutter) – Regie: Helmut Weiss (Kleine Komödie am Max II, München)
- 1965: Arthur Miller: Alle meine Söhne (Kate Keller) – Regie: August Everding (Bühne 64 im Schauspielhaus Zürich, Schweiz und an weiteren Theatern)
- 1966: Frank Marcus: Schwester George muss sterben (Mrs. Mercy Croft) – Regie: Jean Launay (Deutsches Schauspielhaus Hamburg – Theater im Zimmer)
- 1967: Johann Wolfgang von Goethe: Egmont – Regie: Oscar Fritz Schuh (Deutsches Schauspielhaus Hamburg)
- 1967: Edward Albee: Empfindliches Gleichgewicht (Claire) – Regie: Oscar Fritz Schuh (Deutsches Schauspielhaus Hamburg)
- 1969: Edward Albee: Alles im Garten (Frau Toothe) – Regie: Axel von Ambesser (Deutsches Schauspielhaus Hamburg)
- 1969: Friedrich Dürrenmatt nach William Shakespeare: König Johann – Regie: Oswald Döpke (Thalia Theater Hamburg)
- 1970: Rolf Hochhuth: Guerillas (Mrs. Peal Melanie Lodge Nicolson) – Regie: Hansjörg Utzerath (Freie Volksbühne Berlin)
- 1971: Leonard Gershe: Schmetterlinge sind frei (Mrs. Baker) – Regie: Wolfgang Spier (Kleine Komödie am Max II, München)
- 1972: Hartmut Lange: Die Gräfin von Rathenow – Regie: Jürgen Flimm (Thalia Theater Hamburg)
- 1972: Federico Garcia Lorca: Dona Rosita bleibt ledig oder Die Sprache der Blumen (Tante) – Regie: Herbert Kreppel (Niedersächsische Staatstheater Hannover)
- 1974: Heinar Kipphardt: Die Soldaten (Gräfin de la Roche) – Regie: Jürgen Flimm (Thalia Theater Hamburg)
- 1975: Rolf Hochhuth: Die Hebamme (Oberschwester Sophie) – Regie: Andreas Weber-Schäfer (Badische Landesbühne Bruchsal)
- 1975: Neil Simon: Die Dachlawine (Jessie) – Regie: Ullrich Haupt (Theater am Kurfürstendamm)
- 1978: William Douglas Home: Der Eisvogel (Evelyn) – Regie: Edward Rothe (Hamburger Kammerspiele)
- 1978: Alan Ayckbourns: Drei Schlafzimmer (Delia) – Regie: Wolfgang Spier (Theater am Kurfürstendamm)
- 1980: Arno Holz/Oskar Jerschke: Traumulus – Regie: Paul Mundorf (Thalia Theater Hamburg)
- 1982: Paul Osborn: Spätsommer (Esther Crampton) – Regie: Rudolf Steinbeck (Theater in der Josefstadt Wien, Österreich)
- 1986: Carl Sternheim: Die Kassette (Erbtante Elsbeth Treu) – Regie: Gerd-Albrecht Eckle (Hamburger Kammerspiele)

## Synchronrollen (Auswahl)
Quelle: Deutsche Synchronkartei
| Schauspielerin    | Film / Serie                                                       | Rolle               |
| ----------------- | ------------------------------------------------------------------ | ------------------- |
| Ann Miller        | Heut’ gehn wir bummeln (Synchro im Jahr 1952)                      | Claire Huddesen     |
| Ann Gillis        | 2001: Odyssee im Weltraum (1968)                                   | Frank Pooles Mutter |
| Elisabeth Risdon  | Die wilden Zwanziger (Synchro im Jahr 1977)                        | Mrs. Sherman        |
| Lurene Tuttle     | Niagara                                                            | Mrs. Kettering      |
| Lurene Tuttle     | Hart aber herzlich (41. Mordstheater)                              | Millie              |
| Margaret Rawlings | Ein Herz und eine Kanone                                           | Gräfin Vereberg     |
| Mildred Natwick   | Mord ist ihr Hobby (Fernsehserie, 2. Synchro für RTL im Jahr 1990) | Cassie McKittrick   |
| Nedra Volz        | Hart aber herzlich (32. Der Zuckerbäcker)                          | Mrs. Bittersweet    |
| Peggy Pope        | Hart aber herzlich (63. Einfach Hart)                              | Zimmermädchen       |
| Ruth Gordon       | Rosemaries Baby                                                    | Minnie Castevet     |
| Ruth Gordon       | Harold und Maude                                                   | Maude               |
| Ruth Gordon       | Columbo: Alter schützt vor Morden nicht                            | Abigail Mitchell    |
| Ruth Gordon       | Die Schulhofratten von Chicago                                     | Großmutter Peache   |
| Ruth Nelson       | Hart aber herzlich (42. Das grüne Zimmer)                          | Ida Cox             |
| Thelma Ritter     | Köchin gesucht (1951)                                              | Ellen McNulty       |
| Thelma Ritter     | Daddy Langbein (1955)                                              | Linda Pendleton     |
| Thelma Ritter     | Bettgeflüster (1959)                                               | Alma                |
| Thelma Ritter     | Eine Nummer zu groß (1959)                                         | Sophie Manetta      |
| Thelma Ritter     | Misfits – Nicht gesellschaftsfähig (1961)                          | Isabelle Steers     |
| Thelma Ritter     | Eine neue Art von Liebe (1963)                                     | Lena                |
| Thelma Ritter     | Eine zuviel im Bett (1963)                                         | Grace Arden         |

## Hörspiele
- 1948: George Bernard Shaw: Der Kaiser von Amerika – Regie: Alfred Braun (Berliner Rundfunk)